# Al-Mamghar
Al-Mamghar, także: Nawamghar (arab. المامغار, fr. Mamghar, El Mamghar) – niewielka osada rybacka w Mauretanii, w regionie administracyjnym Dachlat Nawazibu, na południowych krańcach Parku Narodowego Banc d'Arguin, w pobliżu przylądka Ras Timiris nad Atlantykiem.